# Секеманов, Нургали
Нургали Секеманов (р. 1915) — старший буровой мастер, Герой Социалистического Труда (1971).

## Биография
В 1931—1937 годах работал слесарем на Карсакпайском медеплавильном заводе.
В 1937—1946 годах служил в рядах Советской армии, участвовал в Великой Отечественной войне. В 1940 году вступил в Компартию.
В 1946—1951 годах служил в органах МВД.
С 1951 года работал сменным мастером ударного бурения в гидрогеологических партиях Казахского гидрогеологического управления. С 1960 года трудился старшим буровым мастером Алма-Атинской гидрогеологической экспедиции, являлся инициатором бурения на форсированных режимах. За большие успехи в выполнении заданий 8-й пятилетки был удостоен звания Героя Социалистического Труда.
В 1982 году вышел на пенсию, проживал в Алма-Ате.

## Награды
- Герой Социалистического Труда
- орден Ленина
- орден Трудового Красного Знамени
- другие ордена и медали СССР